# Tuomas Aho
Tuomas Aho (Parikkala, 27 mei 1981) is een Fins voetballer die bij voorkeur als centrale verdediger speelt. Anno 2015 speelt hij bij HIFK.

## Erelijst
MyPa
- Bekerwinnaar

2004
 HJK Helsinki
- Bekerwinnaar

2006, 2008